# Ichthyophis garoensis
La cecilia de las colinas de Garo o cecilia rayada de las colinas de Garo (Ichthyophis garoensis) es una especie de anfibio gimnofión de la familia Ichthyophiidae.
Según comunicación personal de Wilkinson recogida por AmphibiaWeb, la posición taxonómica de esta cecilia ha de ser sometida a revisión.
Es endémica del nordeste de la India.
Se halla en la zona del lago Anogiri y en Tura (Montes Garo, cordillera en la que habita el pueblo garo y que forma parte de la cadena montañosa Garo-Khasi, compuesta por esa cordillera y por la de los Montes Khasi); se ha citado también varias veces a una altitud de unos 100 m s. n. m. en Assam.
Se considera que es una especie ovípara que hace la puesta en tierra y que las larvas son acuáticas.
Los adultos son de vida subterránea, y habitan en la hojarasca húmeda del bosque tropical. Se han hallado cerca de arroyos y de otros cuerpos de agua.
Se carece de datos suficientes sobre la población y sobre el estado de conservación de esta cecilia, que se conoce tan solo por los hallazgos de dos especímenes que se han conservado y por unas pocas citas, unos y otras llevados a cabo recientemente.